# راندرس
راندرس (بالإنجليزية: Randers)‏ هي منطقة سكنية تقع في الدنمارك في راندرس. يقدر عدد سكانها بـ 61,163 نسمة ومساحتها 800.14 كم2 وترتفع عن سطح البحر 56 متر.

## المدن التوأمة
مدن أكوريري، لاهتي وVästerås Municipality هي مدن توأمة لـراندرس.

## أعلام
- نيلز راسموسن
- إيميلي دي فورست
- أوتو جسبرسن